# Hydaticus dintelmanni
Hydaticus dintelmanni is een keversoort uit de familie waterroofkevers (Dytiscidae). De wetenschappelijke naam van de soort is voor het eerst geldig gepubliceerd in 2005 door Balke, Hendrich, Sagata & Wewalka.